# Spiritual Black Dimensions
Spiritual Black Dimensions är ett musikalbum av black metalbandet Dimmu Borgir. Albumet gavs ut 1999 av Nuclear Blast Records. Detta var det första albumet där musikerna Mustis och ICS Vortex spelade med Dimmu Borgir.

## Låtlista
1. "Reptile" – 5:17
2. "Behind the Curtains of Might - Phantasmagoria" – 3:20
3. "Dreamside Dominions" – 5:13
4. "United in Unhallowed Grace" – 4:22
5. "The Promised Future Aeons" – 6:51
6. "The Blazing Monoliths of Defiance" – 4:37
7. "The Insight and the Catharsis" – 7:17
8. "Grotesquery Conceiled (Within Measureless Magic)" – 5:10
9. "Arcane Life Force Mysteria" – 7:03

- Text: Silenoz (spår 1 – 3, 7 – 9), Nagash (spår 4 – 6, 9), Shagrath (spår 9)
- Musik: Alla låtar skrivna av Dimmu Borgir

## Medverkande
Musiker (Dimmu Borgir-medlemmar)
- Shagrath (Stian Tomt Thoresen) – sång
- Erkekjetter Silenoz (Sven Atle Kopperud aka Silenoz) – rytmgitarr
- Astennu (Jamie Stinson) – sologitarr
- Nagash (Stian André Arnesen) – basgitarr, bakgrundssång
- Mustis (Øyvind Johan Mustaparta) – synthesizer, piano
- Tjodalv (Ian Kenneth Åkesson) – trummor, percussion

Bidragande musiker
- ICS Vortex (Simen Hestnæs) – ljus sång

Produktion
- Dimmu Borgir – producent
- Peter Tägtgren – producent, ljudtekniker, ljudmix
- Peter Grøn – omslagsdesign, omslagskonst, foto
- Per Heimly – foto